# Къырым
«Къырым» або «Qırım» (укр. Крим) — сучасна газета кримськотатарською мовою, перше державне видання цією мовою після повернення кримських татар із заслання. Виходить з липня 1989 року. Спершу газета виходила за рахунок бюджету Кримської області, а з 2004 року — коштами державних дотацій, які виділяв Державний комітет національностей і релігії (ДКНР). З 2005 року раз на місяць газета виходить із додатком «Къырымкъарайлар».
Газета виходила накладом 4 тис. примірників двічі на тиждень до травня 2011, коли на два місяці припинила існування. Це сталося через ліквідацію ДКНР, чиї дотації перекривали 70-75 % від усіх витрат на видавництво газети (решту перекривали доходи від продажу). В липні 2011 року видавництво газети вдалося відновити.
Сини засновника газети Бекіра Мамутова — Сулейман та Джеміль, що якийсь час працювали над виданням газети, грають фолк-панк у гурті Şatur-Gudur.